# 锡罗希县
锡罗希县（Sirohi district）是印度的一個縣，位於該國西北部，由拉賈斯坦邦負責管轄，面積5,136平方公里，識字率為56.02%，2011年人口1,037,185，人口密度每平方公里202人。

## 外部連結
- 官方网站

24°53′06″N 72°51′45″E / 24.88500°N 72.86250°E